# Hyltoft Dyb
Hyltoft Dyb (dansk) eller Hülltofter Tief (tysk) er en sø beliggende mellem Rudbøl Sø og landsbyen Nykirke. Søen opstod som kolk (høl) efter et digebrud i Gudskogen i 1500-tallet. Den havde i 1926 en størrelse på 50 ha, i 1976 var den reduceret til kun 12, 6 ha, hvilket svarer til den nuværende størrelse. Dybet har sit navn efter den nærliggende gård Hyltoft.
I administrativ henseende danner dybet grænse mellem Nykirke og Aventoft kommuner i Nordfrislands kreds i den nordtyske delstat Slesvig-Holsten. Omkringliggende gårde og bebyggelser er Hjørne (Hörn), Feddersbøl (Feddersbüll), Døtgebøl (Dötgebüll) og Fiskerhuse (Fischerhäuser). Øst for dybet ligger Søbøl med Noldemuseet. I den danske tid lå dybet ved skellet mellem Nykirke og Aventoft Sogn i Viding Herred (Tønder Amt, Slesvig). Dybet er omkranset af rørsump, afbrudt af et badested.
Hyltoft Dyb er bl.a. kendt i forbindelse med den ikke-kommercielle musikfestival Skandaløs.